# Willem Keur
Willem Pieter Keur (Rozenburg, 28 april 1950) is een Nederlands ondernemer, projectleider, adviseur en voormalig politicus voor de Volkspartij voor Vrijheid en Democratie (VVD).

## Levensloop
Na de middelbare school in Emmeloord deed hij van 1975 tot 1990 managementtrainingen en van 1985 tot 1992 deed hij de politieke kadertrainingen. Hij begon zijn carrière als partner bij een akkerbouwbedrijf. Van 15 april 1991 tot augustus 1994 was hij lid van de Provinciale Staten van Flevoland en van 30 augustus 1994 tot 19 mei 1998 was hij lid van de Tweede Kamer der Staten-Generaal. In de Tweede Kamer der Staten-Generaal hield hij zich voornamelijk bezig met landbouw en luchtvaart. Van 2 januari 2002 tot 6 juli 2006 was hij weer werkzaam als lid van de Provinciale Staten van Flevoland. Daarna, van 27 april 2006 tot 27 oktober 2007, was hij wethouder van de Noordoostpolder. Vanaf 21 april 2008 is Keur werkzaam als adviseur en projectleider.

## Persoonlijk
Willem Keur trouwde op 19 april 1974 te Emmeloord met Anneke Jippes en samen hebben ze drie kinderen, twee zoons en een dochter. Hij is woonachtig in het dorp Nagele.

## Partijpolitieke functies
- Voorzitter van de VVD afdeling Noordoostpolder, vanaf 14 april 2008
- Voorzitter van de VVD afdeling Noordoostpolder, van 1985 tot 1991
- Vicevoorzitter van de VVD kamercentrale Flevoland, van 1986 tot 1989

## Nevenfuncties
- Voorzitter van de "Polder Tulpen Proms", vanaf 1 mei 1998
- Voorzitter van de raad van toezicht van het Wellant College, vanaf 1 juli 2002

- Parlement.com: vg09lllwhixr